# Список самолётов ВВС Испанской республики

Килевой опознавательный знак (1931-1939).

Данный список представляет собой перечень самолётов, использовавшихся ВВС Испанской республики во время Гражданской войны в Испании 1936-1939 годов.

## Преамбула

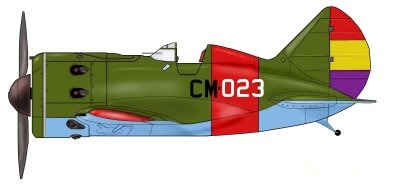
И-16 (Mosca), один из основных самолётов республиканских ВВС во время Гражданской войны.

Вскоре после провозглашения в 1931 году Второй Испанской республики, была начата структурная реформа национальных вооружённых сил, ставшая нелёгким финансовым бременем для страны, особенно в период после Великой депрессии.
Республиканские ВВС унаследовали от монархии большое количество самолётов устаревших образцов, многие из которых во время диктатуры генерала Примо де Риверы в 1920-х годах использовались в испанских кампаниях в Северной Африке. Враждебно настроенная к республиканским реформам и сочувствующая ультраправым движениям нацистской Германии и фашистской Италии часть военной элиты во главе с генералом Санхурхо, в 1934 году организовала неудавшуюся попытку переворота. Более успешным стал начавшийся в 1936 году мятеж, возглавляемый генералом Франко; он ознаменовал начало Гражданской войны.
На тот момент более половины самолётов ВВС Испании оставались в руках лоялистов, большая их часть была устаревшей. Летом 1936 года осаждённая республика остро нуждалась в современном вооружении, но правительства Великобритании и Франции заявили о своём невмешательстве во внутренние дела Испании. В нарушение пакта о невмешательстве, авиатехника продолжала посылаться из Франции благодаря сторонникам Испанской республики, но она представляла собой в основном самолёты старых типов, в том числе учебные, транспортные и прочие невооружённые образцы, которое не могли применяться в военных действиях. Из-за международной блокады республиканское правительством было вынуждено закупать самолеты сомнительной ценности, включая списанные устаревшие образцы и единичные прототипы в Мексике, Нидерландах, Бельгии и Чехословакии. Некоторые партии самолётов не попали на фронты Гражданской войны, будучи потоплены вместе с перевозившими их торговыми судами, или захвачены таможней. Наиболее известные и массово применявшиеся типы самолётов республиканской авиации появились позже, когда СССР решил открыто оказать помощь Испанской республике.

## Ударные самолёты

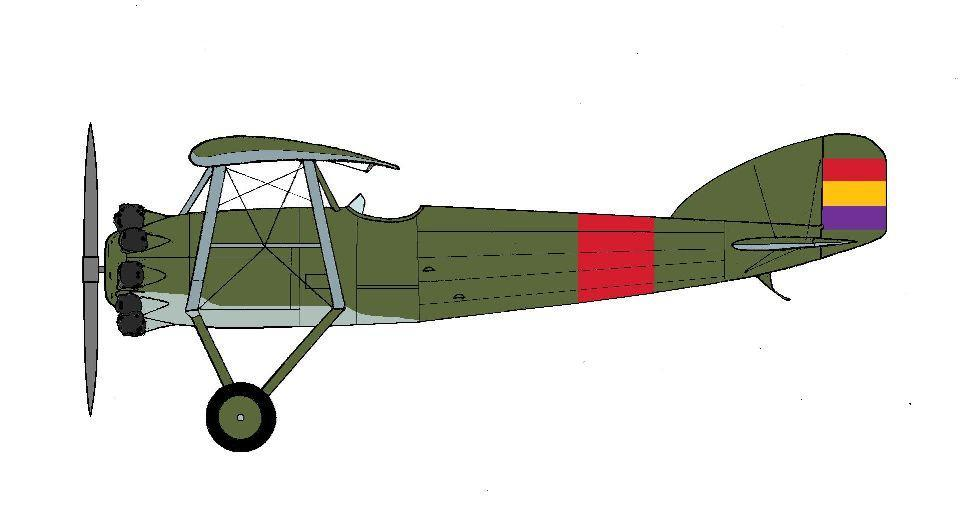
Gourdou-Leseurre GL.32

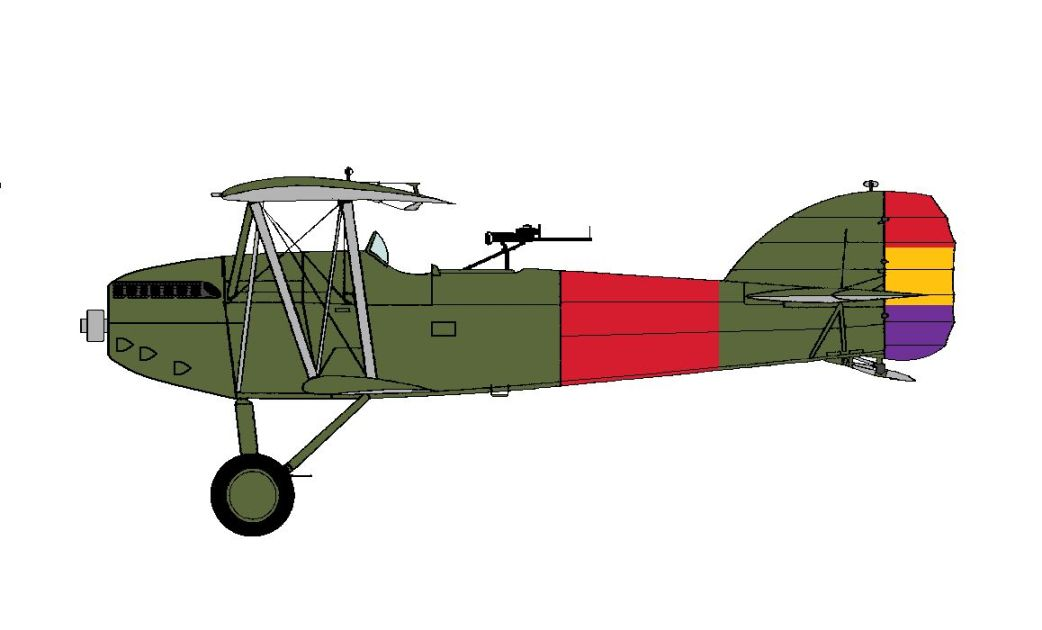
Potez 25

## Бомбардировщики

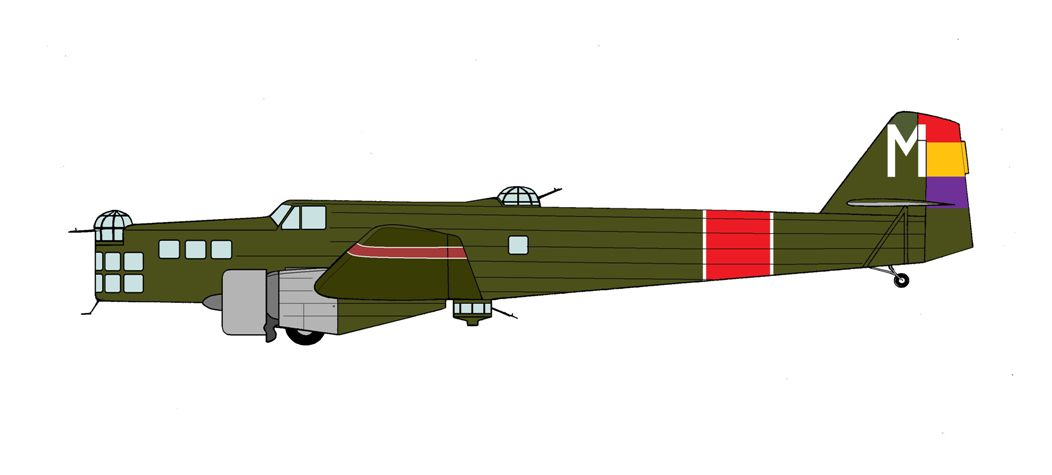
MB.210

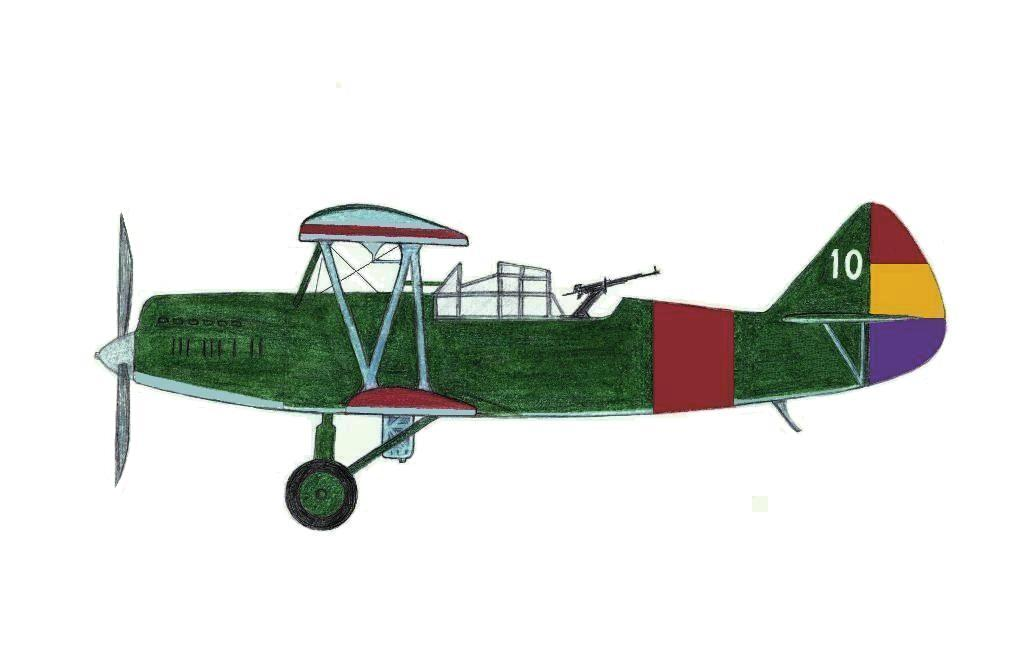
Polikarpov R-Z 'Natacha'

## Истребители

Dewoitine D.510

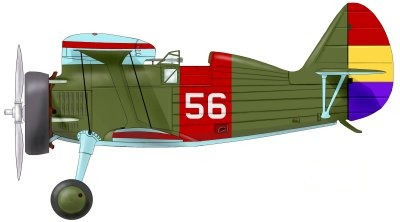
Polikarpov I-15 "Chato"

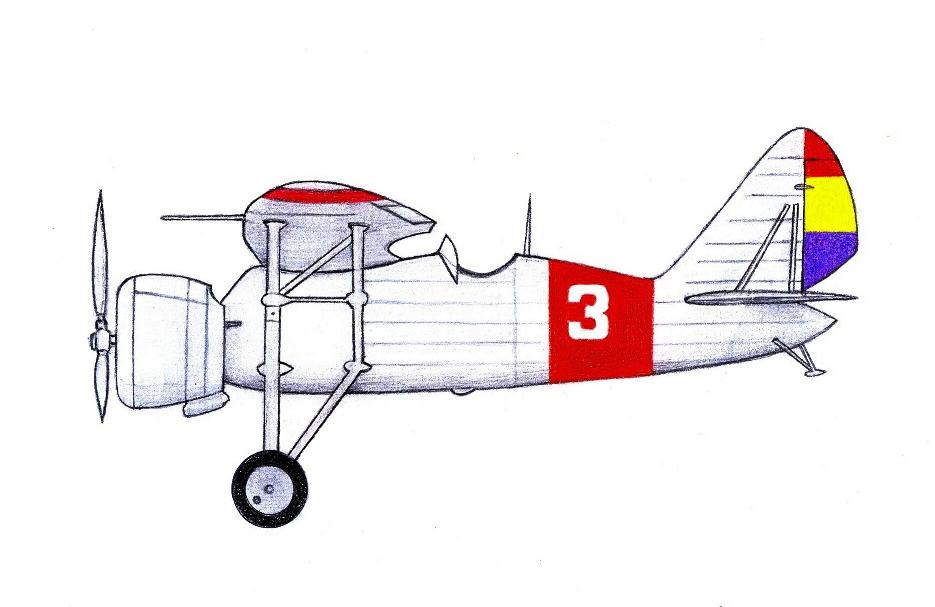
Loire 46

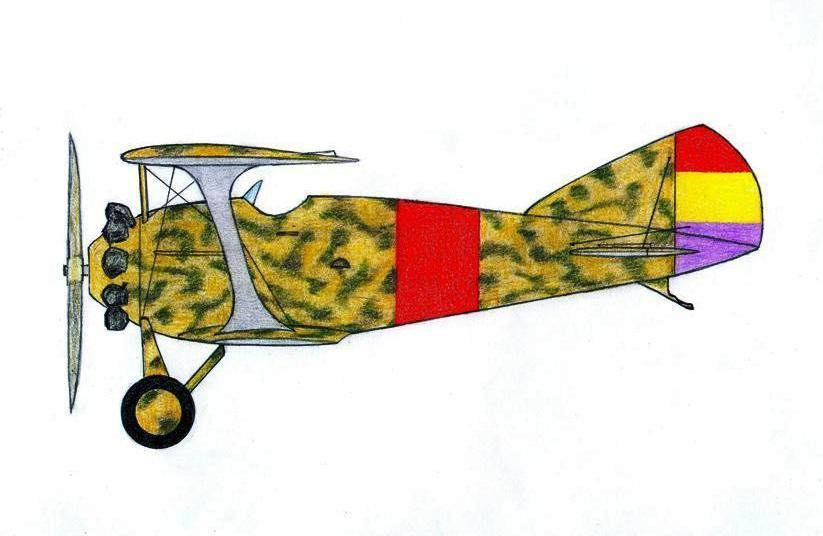
Blériot-SPAD S.51

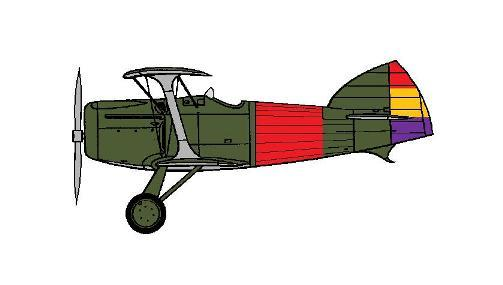
Bleriot-SPAD S.91

## Связные и патрульные

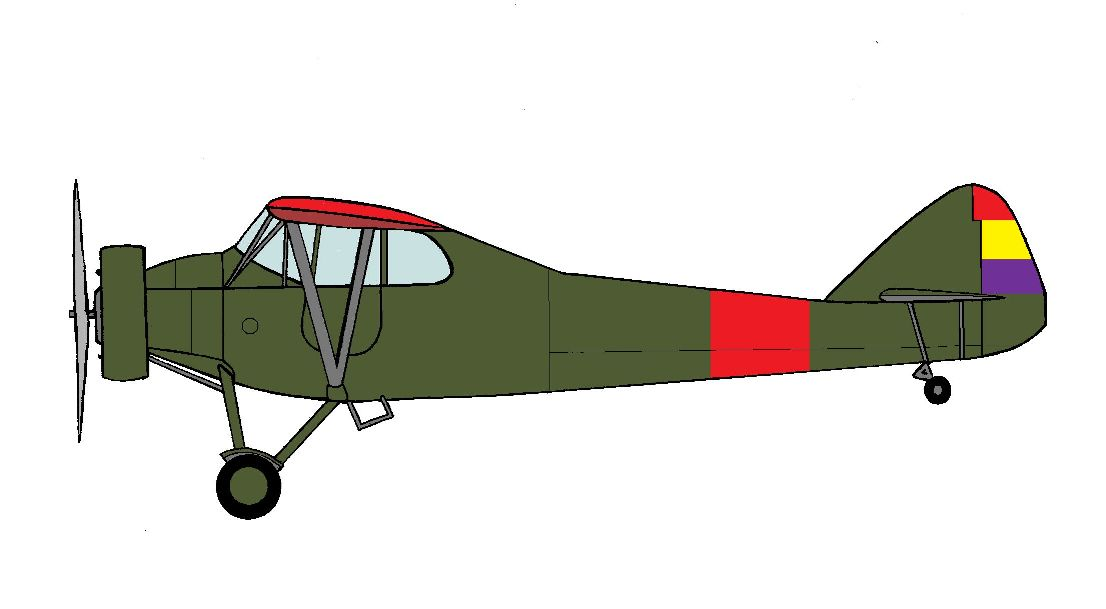
Potez 58

## Разведчики

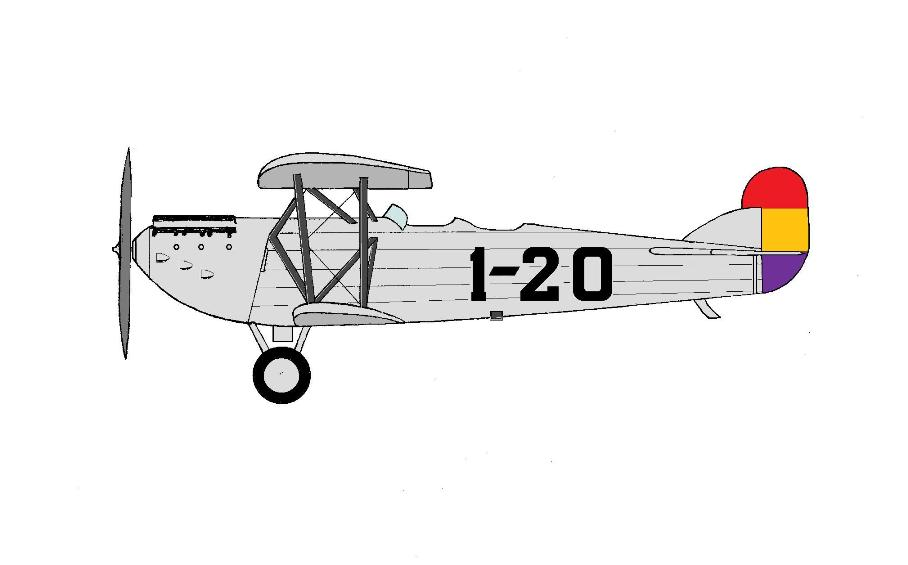
Loring R-III

## Учебные

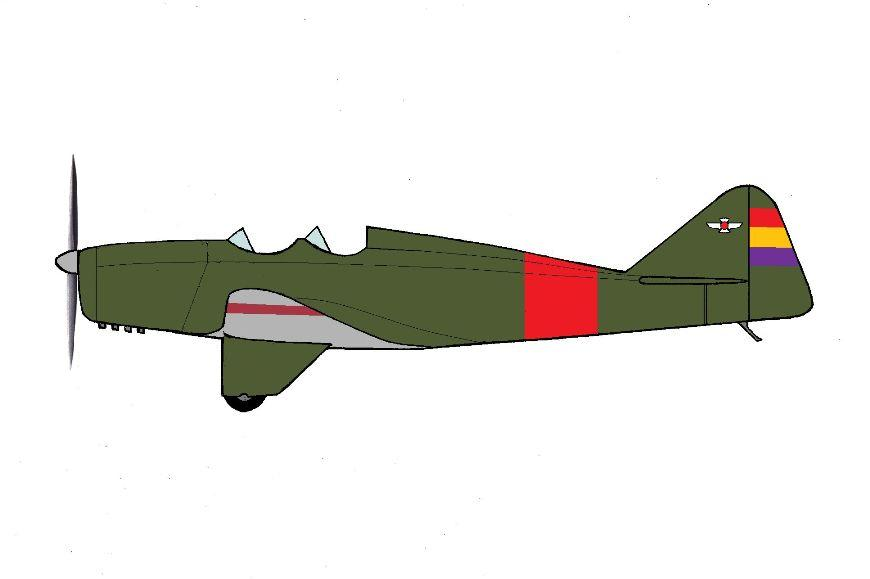
González Gil-Pazó GP-1

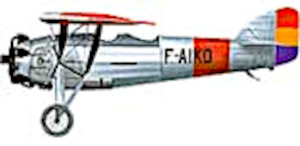
Morane-Saulnier MS.230

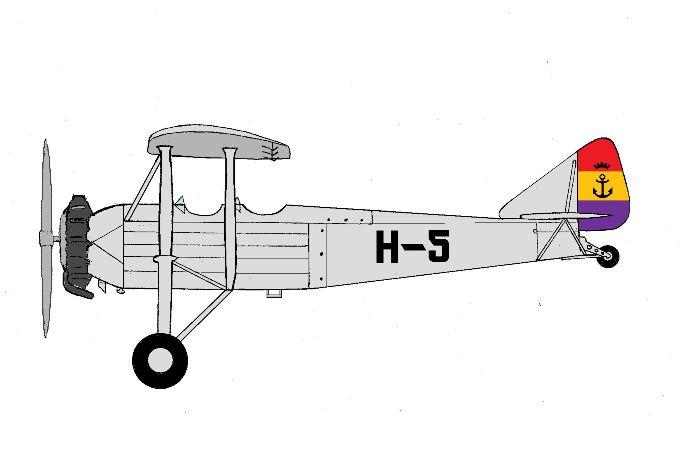
Hispano Suiza E-30

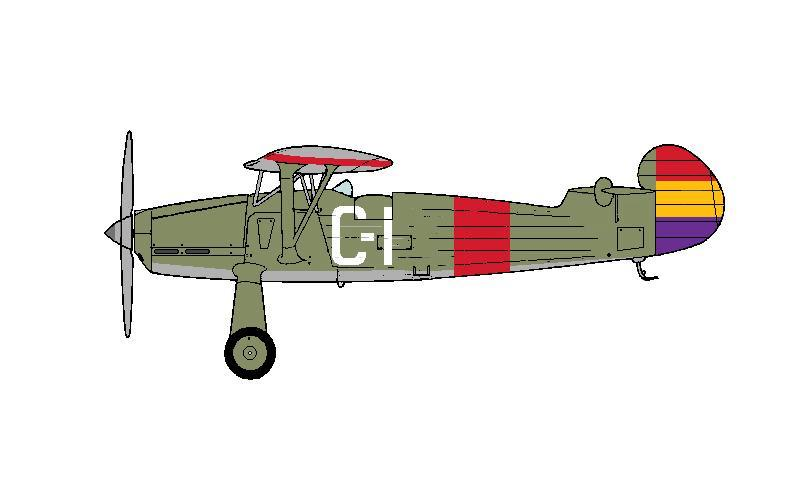
Focke-Wulf Fw 56

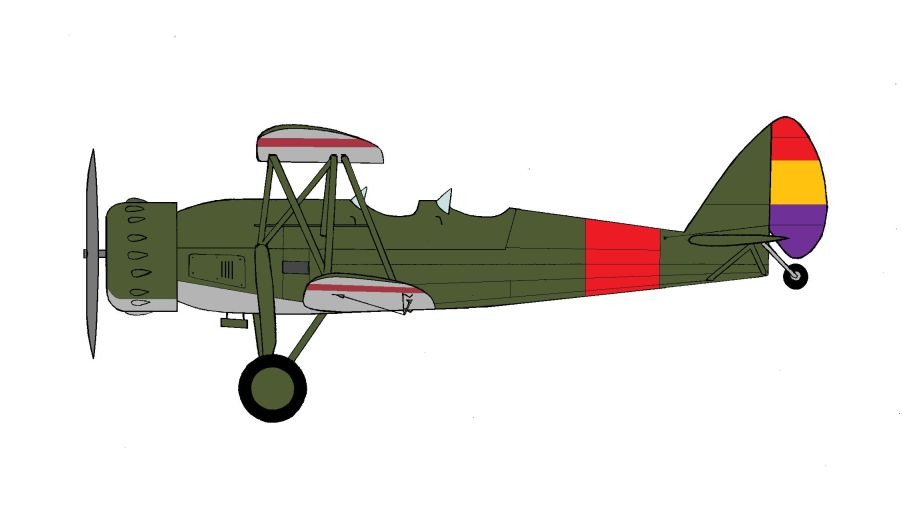
Romano R.82

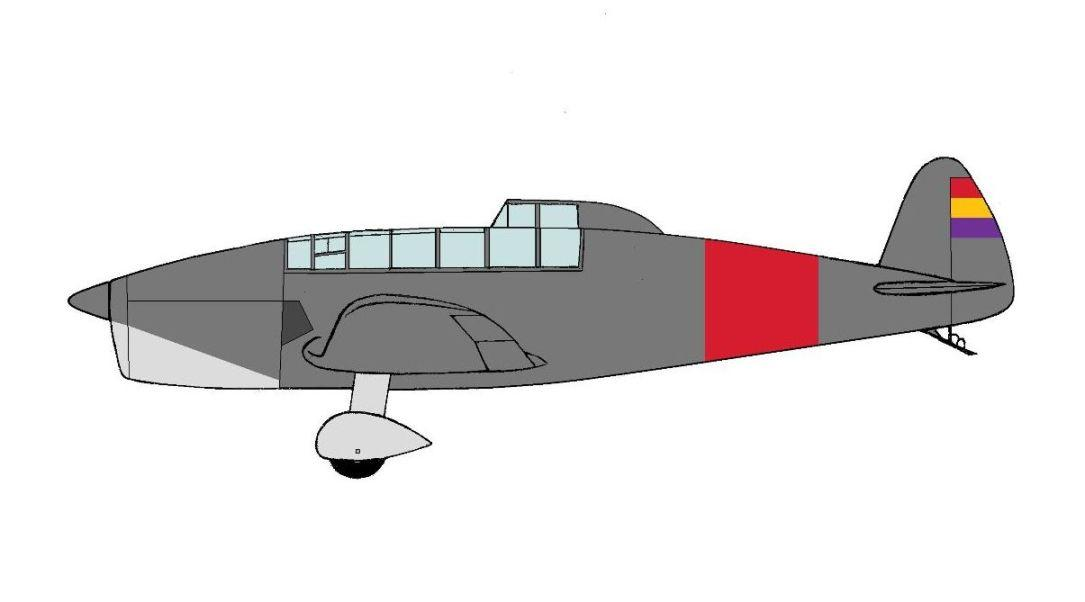
S.F.C.A. Maillet 21

## Транспортные

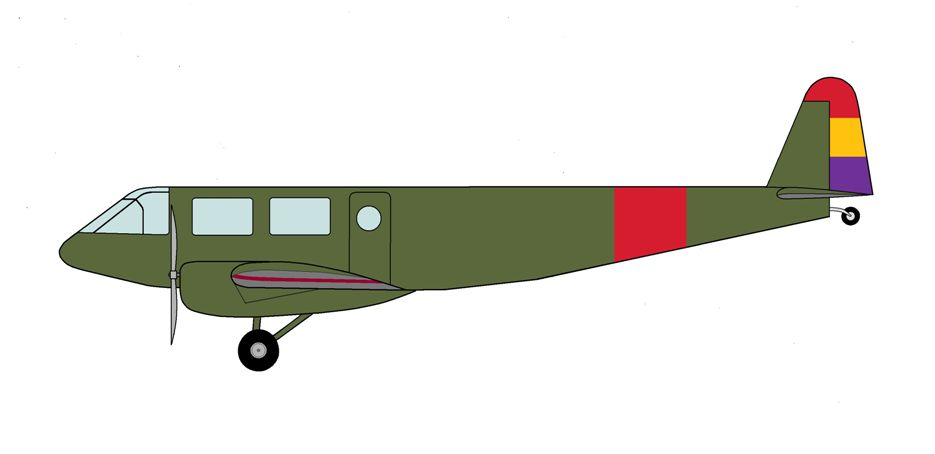
Farman F.430

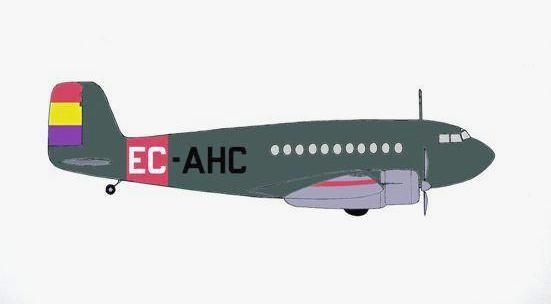
Breguet 470 Fulgur

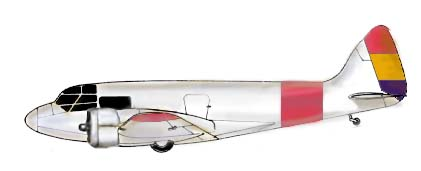
Airspeed Viceroy

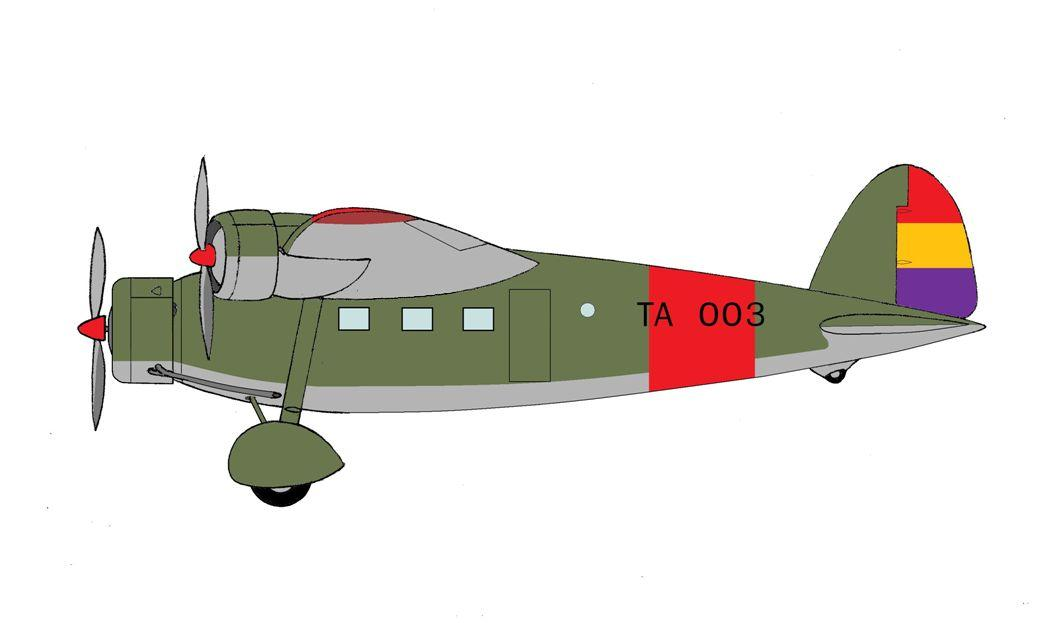
Avia 51

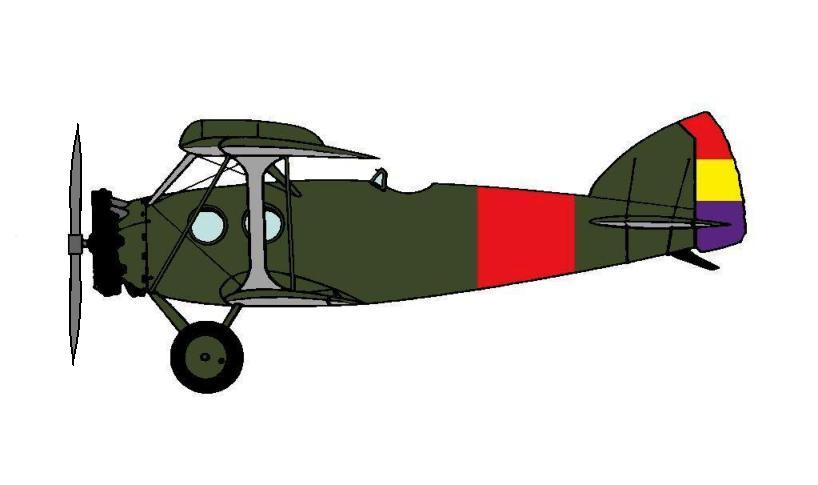
Blériot-SPAD S.56/6

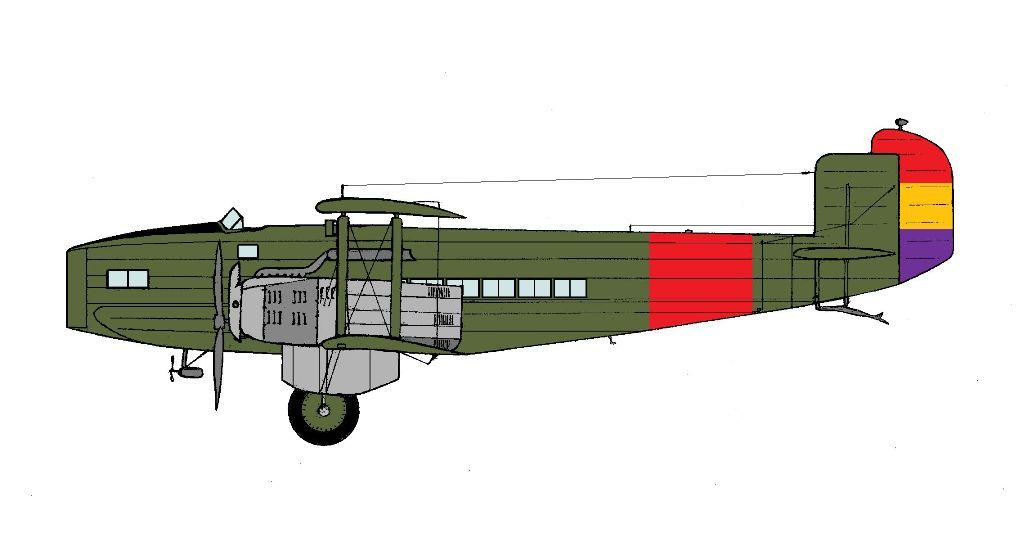
Lioré et Olivier 213

## Трофейная техника

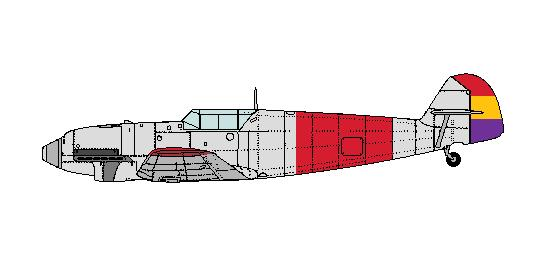
Messerschmitt Bf109B, захваченный в 1938 году близ Бухаралоса.